# Lijst van planetoïden 18001-18100
Dit is een lijst van planetoïden 18001-18100. Voor de volledige lijst zie de lijst van planetoïden.
Stand per 21 maart 2022. Afgeleid uit data gepubliceerd door het Minor Planet Center.
| Naam                    | Voorlopige naamgeving | Datum ontdekking  | Ontdekker       |
| ----------------------- | --------------------- | ----------------- | --------------- |
| (18001) -               | 1999 JY83             | 12 mei 1999       | LINEAR          |
| (18002) -               | 1999 JJ84             | 12 mei 1999       | LINEAR          |
| (18003) -               | 1999 JU84             | 13 mei 1999       | LINEAR          |
| (18004) Krystosek       | 1999 JD86             | 12 mei 1999       | LINEAR          |
| (18005) -               | 1999 JD91             | 12 mei 1999       | LINEAR          |
| (18006) -               | 1999 JE94             | 12 mei 1999       | LINEAR          |
| (18007) -               | 1999 JK97             | 12 mei 1999       | LINEAR          |
| (18008) -               | 1999 JV99             | 12 mei 1999       | LINEAR          |
| (18009) Patrickgeer     | 1999 JP100            | 12 mei 1999       | LINEAR          |
| (18010) -               | 1999 JQ100            | 12 mei 1999       | LINEAR          |
| (18011) -               | 1999 JQ113            | 13 mei 1999       | LINEAR          |
| (18012) Marsland        | 1999 JM114            | 13 mei 1999       | LINEAR          |
| (18013) Shedletsky      | 1999 JS114            | 13 mei 1999       | LINEAR          |
| (18014) -               | 1999 JC121            | 13 mei 1999       | LINEAR          |
| (18015) Semenkovich     | 1999 JD121            | 13 mei 1999       | LINEAR          |
| (18016) Grondahl        | 1999 JU122            | 13 mei 1999       | LINEAR          |
| (18017) -               | 1999 JC124            | 14 mei 1999       | LINEAR          |
| (18018) -               | 1999 JR125            | 10 mei 1999       | LINEAR          |
| (18019) Dascoli         | 1999 JJ126            | 13 mei 1999       | LINEAR          |
| (18020) Amend           | 1999 JT126            | 13 mei 1999       | LINEAR          |
| (18021) Waldman         | 1999 JH127            | 13 mei 1999       | LINEAR          |
| (18022) Pepper          | 1999 JN127            | 13 mei 1999       | LINEAR          |
| (18023) -               | 1999 JQ129            | 12 mei 1999       | LINEAR          |
| (18024) Dobson          | 1999 KK4              | 20 mei 1999       | J. M. Roe       |
| (18025) -               | 1999 KF5              | 18 mei 1999       | Spacewatch      |
| (18026) Juliabaldwin    | 1999 KG13             | 18 mei 1999       | LINEAR          |
| (18027) Gokcay          | 1999 KL14             | 18 mei 1999       | LINEAR          |
| (18028) Ramchandani     | 1999 KO14             | 18 mei 1999       | LINEAR          |
| (18029) -               | 1999 KA16             | 21 mei 1999       | LINEAR          |
| (18030) -               | 1999 LX4              | 8 juni 1999       | LINEAR          |
| (18031) -               | 1999 LO14             | 9 juni 1999       | LINEAR          |
| (18032) Geiss           | 1999 MG1              | 20 juni 1999      | LONEOS          |
| (18033) -               | 1999 NR4              | 14 juli 1999      | T. Stafford     |
| (18034) -               | 1999 NF6              | 13 juli 1999      | LINEAR          |
| (18035) -               | 1999 NJ7              | 13 juli 1999      | LINEAR          |
| (18036) -               | 1999 ND26             | 14 juli 1999      | LINEAR          |
| (18037) -               | 1999 NA38             | 14 juli 1999      | LINEAR          |
| (18038) -               | 1999 NR48             | 13 juli 1999      | LINEAR          |
| (18039) -               | 1999 ND49             | 13 juli 1999      | LINEAR          |
| (18040) -               | 1999 NC60             | 13 juli 1999      | LINEAR          |
| (18041) -               | 1999 RX13             | 7 september 1999  | LINEAR          |
| (18042) -               | 1999 RF27             | 7 september 1999  | LINEAR          |
| (18043) Laszkowska      | 1999 RQ54             | 7 september 1999  | LINEAR          |
| (18044) -               | 1999 RS89             | 7 september 1999  | LINEAR          |
| (18045) -               | 1999 RR100            | 8 september 1999  | LINEAR          |
| (18046) -               | 1999 RN116            | 9 september 1999  | LINEAR          |
| (18047) -               | 1999 RP145            | 9 september 1999  | LINEAR          |
| (18048) -               | 1999 RG170            | 9 september 1999  | LINEAR          |
| (18049) -               | 1999 RX195            | 8 september 1999  | LINEAR          |
| (18050) -               | 1999 RS196            | 8 september 1999  | LINEAR          |
| (18051) -               | 1999 RU196            | 8 september 1999  | LINEAR          |
| (18052) -               | 1999 RV199            | 8 september 1999  | LINEAR          |
| (18053) -               | 1999 RU208            | 8 september 1999  | LINEAR          |
| (18054) -               | 1999 SW7              | 29 september 1999 | LINEAR          |
| (18055) Fernhildebrandt | 1999 TJ13             | 11 oktober 1999   | G. Hug, G. Bell |
| (18056) -               | 1999 TV15             | 11 oktober 1999   | S. Sposetti     |
| (18057) -               | 1999 VK10             | 9 november 1999   | T. Kobayashi    |
| (18058) -               | 1999 XY129            | 12 december 1999  | LINEAR          |
| (18059) Cavalieri       | 1999 XL137            | 15 december 1999  | P. G. Comba     |
| (18060) Zarex           | 1999 XJ156            | 8 december 1999   | LINEAR          |
| (18061) -               | 1999 XH179            | 10 december 1999  | LINEAR          |
| (18062) -               | 1999 XY187            | 12 december 1999  | LINEAR          |
| (18063) -               | 1999 XW211            | 13 december 1999  | LINEAR          |
| (18064) -               | 1999 XY242            | 13 december 1999  | CSS             |
| (18065) -               | 2000 AM41             | 3 januari 2000    | LINEAR          |
| (18066) -               | 2000 AR79             | 5 januari 2000    | LINEAR          |
| (18067) -               | 2000 AB98             | 4 januari 2000    | LINEAR          |
| (18068) -               | 2000 AF184            | 7 januari 2000    | LINEAR          |
| (18069) -               | 2000 AS199            | 9 januari 2000    | LINEAR          |
| (18070) -               | 2000 AC205            | 13 januari 2000   | K. Korlević     |
| (18071) -               | 2000 BA27             | 30 januari 2000   | LINEAR          |
| (18072) -               | 2000 CL71             | 7 februari 2000   | LINEAR          |
| (18073) -               | 2000 CB82             | 4 februari 2000   | LINEAR          |
| (18074) -               | 2000 DW               | 24 februari 2000  | T. Kobayashi    |
| (18075) Donasharma      | 2000 DD5              | 28 februari 2000  | LINEAR          |
| (18076) -               | 2000 DV59             | 29 februari 2000  | LINEAR          |
| (18077) Dianeingrao     | 2000 EM148            | 4 maart 2000      | CSS             |
| (18078) -               | 2000 FL31             | 28 maart 2000     | LINEAR          |
| (18079) Lion-Stoppato   | 2000 FJ3              | 27 maart 2000     | LONEOS          |
| (18080) -               | 2000 GW105            | 7 april 2000      | LINEAR          |
| (18081) -               | 2000 GB126            | 7 april 2000      | LINEAR          |
| (18082) -               | 2000 GB136            | 12 april 2000     | LINEAR          |
| (18083) -               | 2000 HD22             | 29 april 2000     | LINEAR          |
| (18084) Adamwohl        | 2000 HP7              | 29 april 2000     | LINEAR          |
| (18085) -               | 2000 JZ14             | 6 mei 2000        | LINEAR          |
| (18086) Emilykraft      | 2000 JQ1              | 6 mei 2000        | LINEAR          |
| (18087) Yamanaka        | 2000 JA2              | 6 mei 2000        | LINEAR          |
| (18088) Roberteunice    | 2000 JS0              | 7 mei 2000        | LINEAR          |
| (18089) -               | 2000 JB41             | 6 mei 2000        | LINEAR          |
| (18090) Kevinkuo        | 2000 JA6              | 6 mei 2000        | LINEAR          |
| (18091) Iranmanesh      | 2000 JN8              | 6 mei 2000        | LINEAR          |
| (18092) Reinhold        | 2000 KR9              | 28 mei 2000       | LINEAR          |
| (18093) -               | 2000 KS31             | 28 mei 2000       | LINEAR          |
| (18094) -               | 2000 KN56             | 27 mei 2000       | LINEAR          |
| (18095) Frankblock      | 2000 LL5              | 5 juni 2000       | LINEAR          |
| (18096) -               | 2000 LM16             | 1 juni 2000       | LINEAR          |
| (18097) -               | 2000 LU19             | 8 juni 2000       | LINEAR          |
| (18098) -               | 2000 LR20             | 8 juni 2000       | LINEAR          |
| (18099) Flamini         | 2000 LD7              | 6 juni 2000       | LONEOS          |
| (18100) Lebreton        | 2000 LE8              | 6 juni 2000       | LONEOS          |